# Коняшов, Александр Игоревич
Коняшов Александр Игоревич (псевдоним Александр Розенштром; род. 11 июня 1960, Москва — 2 марта 2014, Ферроль, Испания) — поэт, прозаик, сценарист, режиссёр, продюсер, редактор, издатель. Главный редактор издательства «Август», генеральный директор телекомпании «Живые новости СМ». Главный редактор и издатель историко-литературного и библиографического журнала «DE VISU» (1992—1994). Умер 2 марта 2014 года в Испании на съёмках программы «Планета собак»

## Биография
Окончил факультет журналистики МГУ. Жена
— Вайсман Мария Евгеньевна с 1991 по 2014 гг. Дети -
Коняшов Филипп Александрович, Коняшова Вера Александровна, Коняшов Давид Александрович и Коняшова Софья Александровна.

## Признание и награды
Лауреат премии «Лучшая книга года» в номинации «Вместе с книгой мы растем» (2002). За серию книг «Рассказы русских писателей».
Лауреат премии ТЭФИ в номинациях «Научно-популярная программа» (2001) и «Просветительская программа» (2002). Автор и продюсер телевизионной программы «Путешествия натуралиста»

## Творчество
- «Счастье» (роман) (2015)
- «Жалобы Турка» (сборник стихов) (2008)
- «Зелик» (повесть)
- «Енот и бабочка» (стихи для детей)
- «Веник» (стихи для детей)
- «Воздушный дом» (стихи для детей)
- «Иголка и нитка» (стихи для детей)
- «Куда девалось мыло» (стихи для детей)
- «Два башмака» (стихи для детей)
- «Сверчок» (стихи для детей)
- «Где живет река» (стихи для детей),
- «Русские поэты для детей и взрослых» (2007) (Составитель, редактор, издатель),
- Двойной альбом «Если хозяин с тобой» / «Мы нарисуем дом» (композитор Григорий Гладков) (1997)
- Константин К. Кузьминский о книге «Жалобы турка»

## Автор сценария, режиссёр и продюсер
Познавательная телепрограмма «Планета собак» («Моя планета», Россия-1, 2010—2014 г.)
Документальный фильм «Эдвард Радзинский. Иван Грозный и Владимир Старицкий» («Первый канал», 2012 г.)
Документальный фильм «Эдвард Радзинский. Гитлер. Путь во власть» («Первый канал», 2011 г.)
Документальный фильм «Эдвадрд Радзинский. Пророк и бесы» («Первый канал» 2010 г.)
Документальный фильм «Эдвард Радзинский. Снимается кино» («Первый канал» 2009 г.)
Документальный фильм «Неизвестный бенефис Савелия Крамарова» («Телеканал Россия», 2009)
Познавательная телепрограмма «Хочу знать с Михаилом Ширвиндтом» («Первый канал», 2007—2009, 130 программ)
Познавательная телепрограмма «Путешествия натуралиста» (НТВ, Первый канал, Культура), 1999—2012). Ведущие — Павел Любимцев, Марина Голуб, Александр Хабургаев.
Познавательная программа «Воскресный завтрак» (Телеканал «Домашний» 2009 г.)
Документальный фильм «Роман Карцев. Грустный клоун» (Телеканал Россия 2009 г.)
Документальный фильм «Марина Влади. Прерванный полет») (Телеканал «Культура» 2009 г.)
Телепрограмма «Браво Артист» (Телеканал ТВЦ 2007—2009): Андрей Миронов, Наталья Гундарева, Михаил Пуговкин, Юрий Никулин, Евгений Евстигнеев, Нонна Мордюкова, Любовь Полищук, Савелий Крамаров, Анатолий Папанов, Ролан Быков, Александр Абдулов, Леонид Гайдай, Владимир Высоцкий, Зиновий Гердт
Телепрограмма «Кумиры о кумирах» (Телеканал «Звезда» 2008 г.): Ян Арлазоров — Аркадий Райкин , Лариса Латынина — Светлана Хоркина, Николай Озеров — Виктор Гусев, Василий Соловьёв-Седой
Документальный фильм «Эдвард Радзинский. Нерон, или Нескромное обаяние тирании» («Первый канал» 2008 г.)
Документальный фильм «Эдвард Радзинский. Загадка Казановы» («Первый канал» 2008 г.)
Документальный фильм «Эдвард Радзинский. Последняя ночь последнего царя» («Первый канал» 2008 г.)
Документальный фильм «Тарзаны каменных джунглей. Паркур» (Телеканал «ТВ Центр» 2008 г.)
Документальный фильм «Великий Октябрь. Голая правда» (Телеканал «ТВ Центр» 2008 г.)
Документальный фильм «Процесс Синявского и Даниэля» (Телеканал «Россия» 2008 г.)
Телепрограмма «Музыкальные истории» (Телеканал «ТВ Центр», 2007 г)
Телепрограмма «От смешного до великого» (Телеканал «ТВ Центр» 2007 г.): Аркадий Арканов, Юрий Гальцев, Елена Воробей, Григорий Горин
Документальный фильм «Москва слезам не верит. Иосиф Кобзон- Нелли Кобзон» (Телеканал «ТВ Центр» 2007 г.)
Документальный фильм «Москва слезам не верит. Евгений Жариков- Наталья Гвоздикова» (Телеканал «ТВ Центр» 2007 г.)
Документальный фильм «Подлинная жизнь Василия Чапаева» (Телеканал «ТВ Центр» 2007 г.)
Автор сценария и продюсер: Документальные фильмы: «Алла Демидова», «Леонид Куравлев», «Марина Неелова», «Павел Чухрай», «Юлиан Семенов» (Телеканал «ТВ Центр» 2006—2007 г.)
Познавательная программа «Охотники за рецептами» (Первый канал, Домашний 2006—2008 г.)
Развлекательная программа «Дог-шоу. Я и моя собака» (1995—2005). (НТВ, Первый канал). Пять номинаций на премию ТЭФИ.
Ток-шоу «Путевка в жизнь» (Телеканал REN TV, 2004 г.)
Программа «ВИЧ-инфицированные дети»
Программа «Детская проституция»
Программа «Беспризорники»

## DE VISU (рецензии и отклики)
- Немзер А. Словесность пяти десятилетий // Независимая газета. 1992. 22 декабря;
- Малинин Н. То, что надо // Столица. 1992. N 51. С.41;
- Архангельский А. // Независимая газета. 1993. 11 января;
- Толстой И. Русская литература — de visu // Русская мысль=La Pensee Russe. Paris, 1993. 2/8 апреля;
- [Б.п.]. De Visu, N N 3, 4, 1993 // Сегодня. 1994. 20 апреля;
- Зотиков А. // Литературная газета. 1993. 21 апреля;
- [Б.п.]. De Visu, N 5 // Сегодня. 1994. 28 мая;
- [Б.п.]. De Visu, N 6 // Сегодня. 1994. 25 июня;
- Иванов А. Срез духовного бытия // Книжное обозрение. 1993. 30 июля;
- [Б.п. Обзор содержания: De Visu. 1993. N 7-9] // Сегодня. 1994. 28 октября;
- Лебедев А. По страницам журналов // Русская мысль=La Pensee Russe. Paris, 1993. 18/24 ноября;
- Орлицкий Ю. Настало время журналов для немногих // Обозрение культуры. Самара, 1993. N 1. С.30;
- [Б.п.] // Огонек. 1993. N 19/20. С.15;
- [Б.п.]. Среди журналов и газет // Вопросы литературы. 1993. N 3. С.376-380;
- Дьякова Е. Своими словами // Литературное обозрение. 1993. N 5. С.73-75;
- Нехотин В. // Свободная мысль. 1993. N 5. С.118-119;
- [Б.п.] In brevi // Общая газета. 1994. 1/7 января;
- Лазарев Л. «Нашему обществу нужна правда…» // Книжное обозрение. 1994. 8 февраля;
- [Б.п.] In brevi // Общая газета. 1994. 5/11 августа;
- Климонтович Н. Не забудьте в коктейль «Лара» добавить кокосового ликера // Коммерсантъ-Daily. 1994. 4 октября;
- Бороденков Д. Арабское начало Серебряного века // Московские новости. 1994. 9/16 октября;
- А. В. Как нам обустроить «De Visu» // Книжное обозрение. 1994. 11 октября;
- Панов А. Ещё раз о вреде излишеств // Независимая газета. 1994. 13 октября;
- Калмыкова В. «De Visu» в неравной схватке с клюквой // Вечерний клуб. 1994. 18/19 октября;
- Сергеев П. Аристократы духа не сдаются // Утро Россіи. 1994. 20/26 октября;
- [Б.п. Обзор содержания: De Visu. 1993. N 10-12] // Сегодня. 1994. 28 октября;
- Глухих Д. «De Visu» // Есіл. Акмола, 1994. 9 декабря;
- А. Н. De Visu, N 3/4 // Сегодня. 1994. 31 декабря;
- Наш корр. Ленина упоминают чаще, чем Бердяева // Огонек. 1994. N 42. С.31;
- [Б.п.]. Среди журналов и газет // Вопросы литературы. 1994. N 1. С.348-351;
- [Б.п.]. Среди журналов и газет // Вопросы литературы. 1994. N 2. С.381-383;
- [Б.п.]. Среди журналов и газет // Вопросы литературы. 1994. N 3. С.380-383;
- [Б.п.]. Среди журналов и газет // Вопросы литературы. 1994. N 4. С.381-384;
- [Б.п.]. Среди журналов и газет // Вопросы литературы. 1994. N 5. С.348-351;
- Немзер А. Затем, что к ней принадлежу // Знамя. 1994. N 6. 205—208;
- А. Н. De Visu, N 5/6 // Сегодня. 1995. 23 марта;
- [Б.п.]. Среди журналов и газет // Вопросы литературы. 1995. N 1. С.379-383;
- [Б.п.]. Среди журналов и газет // Вопросы литературы. 1995. N 2. С.380-383;
- Розенштром А. Журнал «De Visu» как зеркало русской апатии // Среда. 1996. N 12. С.40-42;
- Александров Н. Конец эпохи: Пунктир литературной жизни от Союза к Букеру // Итоги. 1996. N 6. С.77;
- Harer K. // Wiener Slawistischer Almanach. Munchen, 1993. Bd.31. S.317-320;
- Niqueux M. // Revue des Etudes Slaves. Paris, 1994. N 1/2. P.417-420;
- Korpala-Kirszak // Slavia Orientalis. Kracow, 1994. N 3. S.420-422;
- Hughes R.P. // Slavic Review. Champaign, IL, 1995. N 1. P.247-249.